# Holubov
Holubov (en allemand : Adolfsthal ou Hollubau) est une commune du district de Český Krumlov, dans la région de Bohême-du-Sud, en République tchèque. Sa population s'élevait à 1 107 habitants en 2020.

## Géographie
Holubov se trouve à 9 km au nord de Český Krumlov, à 16 km au sud-ouest de České Budějovice et à 133 km au sud de Prague.
La commune est limitée par Křemže à l'ouest et au nord, par Dolní Třebonín à l'est, par Zlatá Koruna et Srnín au sud.

## Histoire
La première mention écrite de la localité date de 1379.

## Administration
La commune se compose de trois quartiers :
- Holubov
- Krasetín
- Třísov